# Olympische Sommerspiele 2004/Teilnehmer (Kamerun)
| Gelbes Symbol für Goldmedaillen mit stilisierten Olympischen Ringen | Graues Symbol für Silbermedaillen mit stilisierten Olympischen Ringen | Braundes Symbol für Bronzemedaillen mit stilisierten Olympischen Ringen |
| ------------------------------------------------------------------- | --------------------------------------------------------------------- | ----------------------------------------------------------------------- |
| 1                                                                   | —                                                                     | —                                                                       |

Kamerun nahm an den Olympischen Sommerspielen 2004 in der griechischen Hauptstadt Athen mit siebzehn Sportlern, sieben Frauen und zehn Männern, teil.

## Medaillengewinner
Mit einer gewonnenen Goldmedaille belegte das Team Platz 54 im Medaillenspiegel.

### Gold
| Name(n)                | Sportart   | Wettkampf         |
| ---------------------- | ---------- | ----------------- |
| Françoise Mbango Etone | Dreisprung | Dreisprung Frauen |

## Teilnehmer nach Sportarten

### Boxen
- Willy Bertrand Tankeu
Weltergewicht (bis 69 kg): Vorrunde

- Hassan N’Dam N’Jikam
Mittelgewicht (bis 75 kg): Viertelfinale

- Pierre Celestin Yana
Halbschwergewicht (bis 81 kg): Vorrunde

- Carlos Takam
Superschwergewicht (über 91 kg): Achtelfinale

### Gewichtheben
- Madeleine Yamechi
Klasse bis 69 kg: 7. Platz

- Vencelas Dabaya-Tientcheu
Leichtgewicht (bis 69 kg): 5. Platz

### Judo
- Jean-Claude Cameroun
Superleichtgewicht (bis 60 kg) Männer: Viertelfinale Hoffnungslauf

- Bernard Mvondo-Etoga
Leichtgewicht (bis 73 kg) Männer: Achtelfinale

- Rostand Melaping
Mittelgewicht (bis 90 kg) Männer: Vorrunde

- Franck Moussima
Halbschwergewicht (bis 100 kg) Männer: Viertelfinale Hoffnungslauf

### Leichtathletik
- Delphine Atangana
100 Meter Frauen: Vorläufe

- Joseph Batangdon
200 Meter Männer: DNS

- Mireille Nguimgo
400 Meter Frauen: Halbfinale
4 × 400 Meter Staffel Frauen: 14. Platz

- Hortense Béwouda
400 Meter Frauen: Vorläufe
4 × 400 Meter Staffel Frauen: 14. Platz

- Carole Kaboud Mebam
4 × 400 Meter Staffel Frauen: 14. Platz

- Muriel Noah Ahanda
4 × 400 Meter Staffel Frauen: 14. Platz

- Françoise Mbango Etone
Dreisprung Frauen: Gold